# Chiesa dei Santi Pietro e Paolo (Ponte San Pietro)
La chiesa dei Santi Pietro e Paolo è la parrocchiale di Ponte San Pietro, in provincia e diocesi di Bergamo; fa parte del vicariato di Mapello-Ponte San Pietro.

## Storia
Nella Nota ecclesiarum fatta redigere nel 1360 da Bernabò Visconti si legge che l'originaria chiesa di Ponte San Pietro dipendeva dalla pieve di Terno d'Isola.
Dalla relazione della visita pastorale del 1575 dell'arcivescovo di Milano Carlo Borromeo si apprende che la chiesa, la quale aveva come filiali le cappelle di San Michele Arcangelo nel borgo di Briolo e di San Marco, era dotata di sette altari, che al suo interno avevano sede la società del Nome del Signore, la confraternita dei disciplini e la scuola del Corpo di Cristo, che il reddito parrocchiale ammontava a circa 400 lire e che i fedeli erano 800.

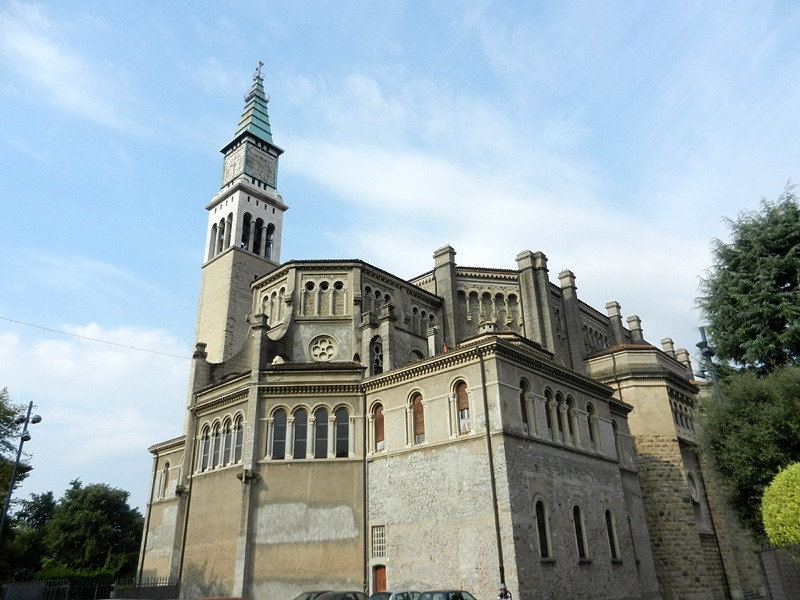
L'abside e il campanile

Nel XVII secolo il vescovo di Bergamo Gregorio Barbarigo, compiendo la sua visita pastorale, trovò che il clero a servizio della cura d'anime era composto da quattro sacerdoti e che il reddito parrocchiale era di 100 scudi; il 28 maggio 1667 la chiesa pontesampietrina divenne sede di un vicariato foraneo che andò a comprendere, oltre alla capopieve, anche le parrocchie di Scano, Sombreno, Ossanesga, Mozzo e Paladina, anche se poi nel XIX secolo la sede della circoscrizione divenne la chiesa dei Santi Cosma e Damiano di Scano al Brembo.
Nel frattempo, nel 1781 il vescovo Marco Molin aveva visitato la chiesa, la quale aveva alle dipendenze gli oratori dei Santi Nereo e Achillo, di San Pietro, della Beata Vergine Maria, dell'Immacolata Concezione e di San Michele Arcangelo, e aveva annotato che in essa avevano sede le confraternite del Santissimo Sacramento, del Rosario, dei disciplini bianchi, il consorzio della Misericordia e la scuola della Dottrina Cristiana, e che i fedeli erano 2250.
La prima pietra della nuova parrocchiale venne posta nel 1913 dal vescovo di Bergamo Giacomo Radini-Tedeschi; durante la prima guerra mondiale i lavori di costruzione s'interruppero e ripresero nel dopoguerra e l'originario progetto di Elia Fornoni venne ridisegnato da Dante Fornoni. 
Nel 1932 la chiesa divenne vicariale e il 26 aprile 1934 fu impartita dal vescovo Adriano Bernareggi la consacrazione e la parrocchialità fu qui trasferita dall'antica chiesa di San Pietro, contestualmente abbandonata.
Nel 1952, sempre su progetto di Elia Fornoni, venne eretta la torre campanaria, realizzata in pietra di Credaro; il 28 giugno 1971, con la soppressione del vicariato di Ponte San Pietro, la chiesa entrò a far parte della neo-costituita zona pastorale IX, per poi essere aggregata il 21 maggio 1979 al vicariato di Mapello-Ponte San Pietro.
Nel 1993 il tetto dell'edificio venne ricostruito e nel 2001 fu installato il nuovo impianto termico.
Nel 2009 il manto di copertura è stato sottoposto a lavori di manutenzione. Al contempo, è stata effettuata una pulizia del tetto e dei canali ed è stato posizionato un sistema anticaduta.

## Descrizione

### Facciata

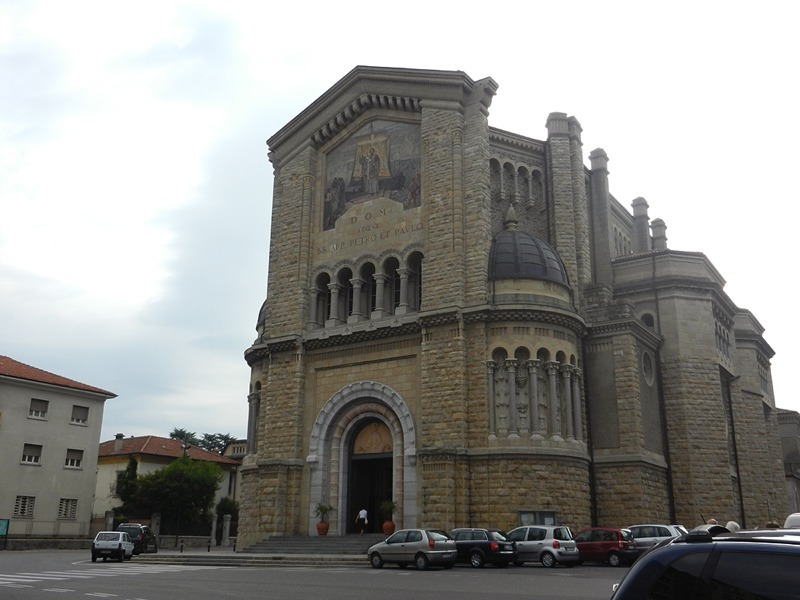
La chiesa - esterno

La facciata della chiesa, in pietra, si compone di un corpo principale aggettante, spartito orizzontalmente in due registri da una cornice marcapiano, scandito da due lesene laterali e da contro-lesene che sorreggono gli spioventi del tetto, e caratterizzato, nell'ordine inferiore, dal portale d'ingresso sovrastato da una lunetta in marmo di Verona, e in quello superiore una Polifora e il mosaico avente come soggetto San Pietro Apostolo che raccoglie nella sua barca i fedeli.

### Interno
L'interno dell'edificio è ad un'unica navata, composta da sette campate divise da lesene, le quali, poggianti su dei basamenti, sono dotate di capitelli marmorei sorreggenti le nervature della volta del soffitto; sui lati dell'aula sono posti, nella prima campata, un confessionale e il fonte battesimale, nella seconda due confessionali, nella terza gli altari del Crocifisso e di San Giuseppe (gruppo marmoreo di Gianni Remuzzi), nella quarta si aprono gli ingressi secondari, nella quinta vi sono gli altari di San Clemente e della Vergine Addolorata, nella sesta l'altare della Beata Vergine di Lourdes e l'accesso alla sagrestia e nella settima gli altari del Sacro Cuore di Gesù e di Santa Teresina del Bambin Gesù.
Al termine dell'aula c'è il presbiterio, sopraelevato di alcuni gradini, voltato a botte, e chiuso dall'abside.